# Jeremias Homberger

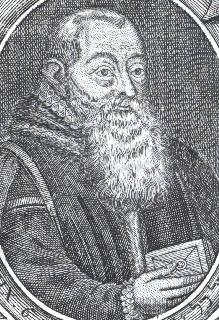
Jeremias Homberger

Jeremias Homberger (* 1529 in Fritzlar; † 5. Oktober 1595 in Znaim) war ein deutscher lutherischer Theologe.

## Leben
Der 1529 in Fritzlar geborene Jeremias Homberger besuchte die Universität Marburg zum Theologiestudium. Danach war er kurzzeitig Lehrer in der Pfalz, arbeitete 1556 an der ersten großen Kirchenordnung für die Grafschaft Waldeck mit und ging schließlich nach Frankfurt am Main. Dort war an der städtischen Lateinschule von 1563 bis 1568 Rektor. Dort veröffentlichte er auch als Anhänger Matthias Flacius’ ein Buch über die Erbsünde.
Nach konfessionellen Auseinandersetzungen mit den Reformierten verließ er Frankfurt. Über eine Station als Lehrer in Lauingen kam er nach Wien. Dort ereilte ihn ein Ruf der evangelischen Stände in der Steiermark, an der 1574 eröffneten Stiftskirche/-Schule in Graz als Hauptpastor bzw. Theologielehrer zu wirken. Weil die lutherischen Stände der Steiermark sehr streng waren, fürchtete er die Reaktion der Stände und erklärte am 4. Oktober 1574 brieflich, nicht mehr Flacius’ Meinung zu teilen.
In Graz wurde Homberger zum Superintendenten ernannt und fungierte an der Spitze des Kirchenministeriums; außerdem wurde er Schulinspektor. Franz Ilwof urteilte, Homberger sei zwar ehrenhaft, treuherzig und eifrig gewesen, aber auch heftig sowie jähzornig, was ihn in Probleme verwickelte. Besonders verfeindete er sich mit einigen Verordneten der Stände, weil er sich weigerte, die Kirche betreffende Befehle weltlicher Herrscher auszuführen. Trotzdem machte er sich einen Namen und sorgte dafür, dass seine Stimme bald die wichtigste theologische des Landes wurde. Er regelte Gesetze und Vorschriften des Kirchenministeriums und versuchte, die Gleichberechtigung der Religion in den Ländern Steiermark, Kärnten und Krain aufrechtzuerhalten.
Durch den Papst beeinflusst, ging der innerösterreichische Erzherzog Karl II. gegen den Protestantismus vor, Homberger aber war ein prominenter Verteidiger seiner Konfession. So setzte er sich gegen den Erzherzog ein. Außerdem wurde seitens der Stände 1578 beschlossen, in Graz eine Druckerei einzurichten, wobei der Hauptpastor jeden Druck genehmigen musste. 1579 wollten die Jesuiten einen Katalog der von ihnen unterrichteten Unterrichtsgegenstände drucken, wofür der Buchdrucker zuvor bei Homberger anfragte, dieser den Druck jedoch verbot. Die Jesuiten ließen den Buchdrucker durch die Regierung ins Gefängnis einsperren, die Stände aber erreichten dessen Entlassung, wobei die Druckerei wieder geschlossen werden musste. In einen weiteren Konflikt mit der Regierung geriet Homberger, als er am 3., 5. und 7. Juni 1580 Predigten verlas, die sich gegen das Fronleichnamsfest richteten. Der Erzherzog forderte als Folge ein Verhör, es folgte ein heftiger Briefwechsel zwischen Regierung und Ständen. Letztlich gewann die Regierung die Oberhand und verbot Homberger das Predigen.
1581 hatte Jurij Dalmatin die Bibel in die slowenische Sprache übersetzt und brauchte einen Sachverständigen, der das Ergebnis prüfen sollte. Dafür wurde Homberger auserkoren. Die Verordneten der Stände erlaubten Homberger eine Reise nach Ljubljana, bis zum Oktober des Jahres 1581 prüfte er die Übersetzung sprachlich sowie inhaltlich. Sein Fazit war ein positives.
1577 war die Konkordienformel entstanden; sie sollte kirchliche und dogmatische Streitfragen in der evangelischen Kirche vermeiden. Es lag an Homberger, die Stände und Prediger von Steiermark, Kärnten und Krain dazu zu bewegen, die Formel anzunehmen. Besonders in Kärnten sorgte das für Schwierigkeiten, schließlich aber war er erfolgreich. Auch gehörte er zu einer Gesandtschaft, die dem Erzherzog die Unterschriften der Formel sowie einen Bericht Hombergers überliefern sollte, um ihm die schlechten Verhältnisse der Evangelischen in Innerösterreich zu demonstrieren. In der nicht gedruckten Schrift Oratio spricht er davon, dass die innerösterreichischen Evangelischen treue Anhänger der Confessio Augustana seien und schilderte deren Situation.
Der Erzherzog Karl II. befahl außerdem am 25. September 1583 die Einführung des Gregorianischen Kalenders, wogegen sich aber Widerstand erhob, da dies als eine religiöse Angelegenheit gedeutet wurde. Besonders Homberger setzte sich dagegen ein, schließlich wurde der Kalender aber doch eingeführt: Zuerst in Krain und Kärnten, dann in Steiermark.
Am 4. August 1585 hielt Homberger trotz des vom Erzherzog ausgesprochenen Verbotes eine Predigt, die, wie dem Erzherzog übermittelt wurde, die Botschaft beinhaltete, sich in Religionsangelegenheiten der Regierung zu widersetzen. Der Erzherzog reagierte, indem er den Ständen befahl, Homberger des Landes zu verweisen; innerhalb von drei Tagen müsse er Graz verlassen und nach zwei Wochen Innerösterreich. Zwar gingen die Stände dagegen vor, nach einem heftigen Briefwechsel aber verließ Homberger am 11. November 1585 Graz und Steiermark. Er ging nach Regensburg, wo er ein Jahr lang von der Pension von 200 Gulden lebte, die die steierischen Stände ihm mitgegeben hatten. Den Briefverkehr nach Graz brach er aber nicht ab. Nachdem der Erzherzog 1590 verstorben war, hoffte Homberger, in Graz wieder aufgenommen zu werden, durfte aber noch nicht zurückkehren.
Seine letzten Lebensjahre verbrachte er in Znojmo, wo er am 5. Oktober 1595 verstarb.

## Werke
- Vehiculum sacrum peregrinationis (Heidelberg 1582)
- Germina grani sinapi nuper sati (Frankfurt am Main 1591)
- Ein schön Lied von der Rechtfertigung des armen Menschens für Gott (Grätz ohne Jahr)
- Christliche Agenda, auffs einfältigste zu tauffen und andere Kirchensachen zu verrichten, so von denen gebraucht werden mag, welche an Ortte kommen, da die Kirch vorhin keine Agenden haben, wie ich Jeremias Homberger zuweilen hab thun müssen (ohne Jahr, ohne Ort; ein Druck stammt aus Graz 1582)
- Examen theologicum (Heidelberg 1583; zweite Auflage Graz 1589)
- Oratio (ungedruckt)
- Viola Martis
- Violbüchlein (vermutlich vor 1587 Graz; zweite Auflage Regensburg 1587)
- Trostbuch (Homberger schickte das Manuskript den steierischen Ständen, diese trauten sich aber nicht, es zu drucken, wegen des darin enthaltenen Eifers, so die Erklärung)
- Wolgemuth oder geistliche Beschauung des zweyfältigen Bildes Christi (Frankfurt am Main 1588)
- Senffkörnlein unsers Herrn Jesu Christi, das ist Kurtzer Unterricht von allen Hauptstücken der christlichen Lehre (Frankfurt am Main 1588)
- Sprüch Salomonis (Graz 1590)
- Germina grani sinapis nuper sati (Frankfurt am Main 1591)
- Mucro stimuli Christi. Ein ausführliche Erklerung und fleißige Betrachtung des hochwichtigen Artikels unsers christlichen Glaubens von der Justifikation und Rechtfertigung des armen Sünders für Gott (Jena 1592)